# Alphonse Burnand
Alphonse Burnand   (Leadville, 21 de gener de 1896 - Borrego Springs, 4 de desembre de 1981) va ser un regatista estatunidenc que va competir durant la dècada de 1930.
El 1932 va prendre part en els Jocs Olímpics de Los Angeles, on va guanyar la medalla d'or en la categoria de 8 metres del programa de vela a bord de l'Angelita.